# Infostrada
Infostrada (ang. information highway) – wizja globalnej sieci komunikacyjnej integrującej Internet, sieć kablową, telefonię oraz inne media elektronicznego przekazu w ramach rozwijającego się społeczeństwa informacyjnego. Spopularyzowana szczególnie za prezydentury Billa Clintona. Termin Infostrada na długo przed amerykańskimi pomysłami po raz pierwszy został wprowadzony w Polsce ok. roku 1970 przez Andrzeja Targowskiego.